# Costa de Ingrid Christensen
|  |

La costa Ingrid Christensen (en inglés, Ingrid Christensen Coast) es una porción de la Antártida Oriental que se extiende desde el promontorio Jennings (70°10′S 72°33′E / -70.167, 72.550), límite con un área innominada contigua a la costa Lars Christensen, hasta el extremo occidental de la barrera de hielo Oeste a los 81° 24' Este, límite con la costa de Leopoldo y Astrid. El mar que baña la costa de Ingrid Christensen suele ser denominado mar de la Cooperación.

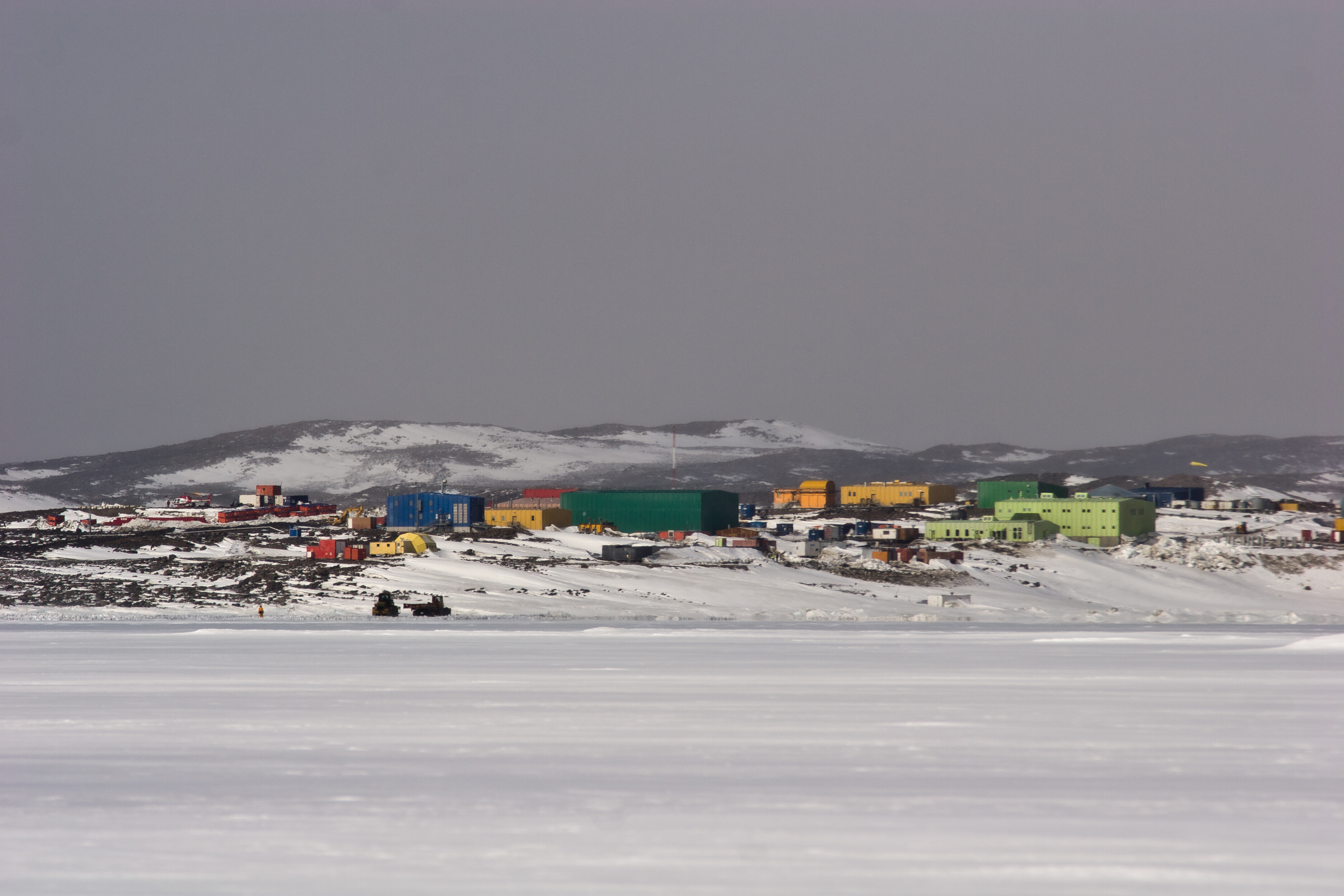
Base Davis de Australia.

De acuerdo a la nomenclatura de Australia la costa de Ingrid Christensen es la parte oeste de la Tierra de la Princesa Elizabeth y comprende el sector desde los 73° Este hasta los 81° Este. Para Australia el sector entre el promontorio Jennings y los 73° Este forma parte de la costa Lars Christensen, mientras que el sector entre los 81° E y el extremo occidental de la barrera de hielo Oeste forma parte de la costa del Rey Leopoldo y la Reina Astrid (nombre australiano de la costa de Leopoldo y Astrid). Aunque el área es reclamada por Australia como parte del Territorio Antártico Australiano, está sujeta a las restricciones establecidas por el Tratado Antártico.
Esta costa fue descubierta el 20 de febrero de 1935 por Klarius Mikkelsen, capitán del Thorshavn, un barco propiedad del magnate ballenero noruego Lars Christensen. Ese día desembarcaron en las colinas Vestfold. La costa recibió su nombre en homenaje a Ingrid Christensen, esposa de Lars Christensen. La porción sudoeste de la costa fue descubierta y fotografiada desde el aire en marzo de 1947 por la expedición de Estados Unidos denominada Operación Highjump. Durante esta operación, se cartografió la cala Rybnaya, ubicada al noreste de la península de Langnes en la zona de las montañas Vestfold.
En esta costa se han establecido las siguientes bases (activas y cerradas), de oeste a este:
| Base                 | País               | Ubicación                                         |
| -------------------- | ------------------ | ------------------------------------------------- |
| Drúzhnaya 4          | Rusia              | 69°45′S 73°43′E / -69.750, 73.717                 |
| Zhongshan            | China              | 69°22′S 76°22′E / -69.367, 76.367                 |
| Law-Racovita-Negoita | Rumania/ Australia | 69°23′S 76°22′E / -69.383, 76.367                 |
| Progres              | Rusia              | 69°23′S 76°23′E / -69.383, 76.383                 |
| Davis                | Australia          | 68°34′35.8″S 77°58′2.6″E / -68.576611, 77.967389  |
| Platcha              | Australia          | 68°30′41.8″S 78°30′43.6″E / -68.511611, 78.512111 |